# José Antonio Díez Díez
José Antonio Díez Díez es un político español. 

## Carrera política
En las elecciones municipales de España de 1995 fue elegido concejal del Ayuntamiento de León por el Partido Popular, diputado provincial y nombrado presidente de la Diputación Provincial de León.
| Predecesor: Agustín Turiel Sandín | Presidente de la Diputación Provincial de León 1995-2003 | Sucesor: Francisco Javier García-Prieto Gómez |